# Synchlora rufidorsaria
Synchlora rufidorsaria är en fjärilsart som beskrevs av Pieter Cornelius Tobias Snellen 1874. Synchlora rufidorsaria ingår i släktet Synchlora och familjen mätare. Inga underarter finns listade i Catalogue of Life.